# Wardzia (wieś)
Wardzia (gruz. ვარძია) – wieś w Gruzji, w regionie Samcche-Dżawachetia, w gminie Aspindza. W 2014 roku liczyła 30 mieszkańców.